# Nunatak Brizuela
Nunatak Brizuela är en nunatak i Antarktis. Den ligger i Västantarktis. Argentina, Chile och Storbritannien gör anspråk på området. Toppen på Nunatak Brizuela är 299 meter över havet, eller 277 meter över den omgivande terrängen. Bredden vid basen är 3,9 km.
Terrängen runt Nunatak Brizuela är platt norrut, men söderut är den kuperad. Trakten är obefolkad. Det finns inga samhällen i närheten.